# ジェイデバイス
株式会社ジェイデバイスは、大分県臼杵市に本社を置き、半導体製造の後工程を行う企業である。

## 沿革
- 1970年（昭和45年）11月6日 - 大分県佐伯市で株式会社仲谷電子製作所として設立。
- 1977年（昭和52年） - 臼杵市に工場を移転。
- 1996年（平成 8年） - 仲谷マイクロデバイス株式会社に社名変更。
- 2002年（平成14年） - 竹田東芝エレクトロニクス（大分県竹田市）、電子技研大分と合併。
- 2006年（平成18年） - 日本たばこ産業臼杵工場跡地で新臼杵工場稼動。
- 2009年（平成21年）
  - 10月23日 - 東芝および米国アムコアテクノロジー社（Amkor Technology）と資本提携[2]。
  - 10月31日 - 株式会社ジェイデバイスに社名変更。
  - 竹田工場（旧竹田東芝エレクトロニクス）を本社に統合。
  - ジェネシス・テクノロジーから九州工場（大分県速見郡日出町）の半導体テスト事業を譲り受ける。
  - 東芝LSIパッケージソリューション大分事業所、福岡事業所の後工程部門及び東芝大分工場のウェハー設備を譲り受ける。
- 2012年（平成24年）12月21日 - 富士通セミコンダクターから子会社である富士通インテグレーテッドマイクロテクノロジの後工程事業の3製造拠点（宮城、会津、鹿児島）を譲り受け、後工程の受託製造企業（Outsourced Semiconductor Assembly and Test、OSAT）として世界第5位となる[3]。
- 2013年（平成25年）6月1日 - ルネサス エレクトロニクスから、ルネサス北日本セミコンダクタ函館工場、ルネサス関西セミコンダクタ福井工場、ルネサス九州セミコンダクタ熊本工場の事業及び北海電子の後工程製造支援事業を譲り受け、完全子会社の株式会社ジェイデバイスセミコンダクタとする[4][5]。
- 2014年（平成26年）
  - 4月1日 - ソニーセミコンダクタから、根上サイトの譲渡を受け、根上センターを開設[6]。
  - 6月30日 - 筆頭株主・アムコアテクノロジーの子会社であったアムコー岩手株式会社を子会社化。
  - 12月31日 - アムコー岩手株式会社を吸収合併。北上地区 北上センターとする[7]。
- 2015年（平成27年）
  - 4月1日 - 株式会社ジェイデバイスセミコンダクタを吸収合併[8]。
  - 12月31日 - アムコアテクノロジー社が保有株式比率を65.7％から100％に増加。完全子会社になる[9]。
- 2017年（平成29年） - アムコー・テクノロジー・ジャパンを吸収合併。東京オフィスとする。
- 2020年（令和2年）
  - 1月1日 - 株式会社アムコー・テクノロジー・ジャパンに社名を変更[10]。

## 拠点
- 臼杵地区（大分県臼杵市） - 登記上の本社[1]
- 横浜本社（神奈川県横浜市）
- 函館地区（北海道亀田郡七飯町） - 旧ルネサス北日本セミコンダクタ函館工場
- 北上地区（岩手県北上市） - 旧アムコー岩手株式会社
- 福井地区（福井県坂井市春江町） - 旧ルネサス関西セミコンダクタ福井工場
- 福岡地区（福岡県宮若市） - 旧東芝LSIパッケージソリューション福岡事業所
- 杵築地区（大分県杵築市） - 旧東芝LSIパッケージソリューション大分事業所
- 大分地区（大分県大分市） - 旧東芝大分工場ウェハーテスト設備
- 熊本地区（熊本県菊池郡大津町） - 旧ルネサス九州セミコンダクタ熊本工場
- 泗水地区（熊本県菊池市泗水町）
- 東京オフィス
- 四日市オフィス
- USA Office
- Europe Office

### かつて存在した拠点
- 宮城工場（宮城県柴田郡村田町） - 旧富士通インテグレーテッドマイクロテクノロジ宮城工場[11]
- 会津工場（福島県会津若松市） - 旧富士通インテグレーテッドマイクロテクノロジ会津工場
- 根上センター（石川県能美市） - 旧ソニーセミコンダクタ根上サイト。2017年5月に撤退[12]